# Province de Béni-Mellal

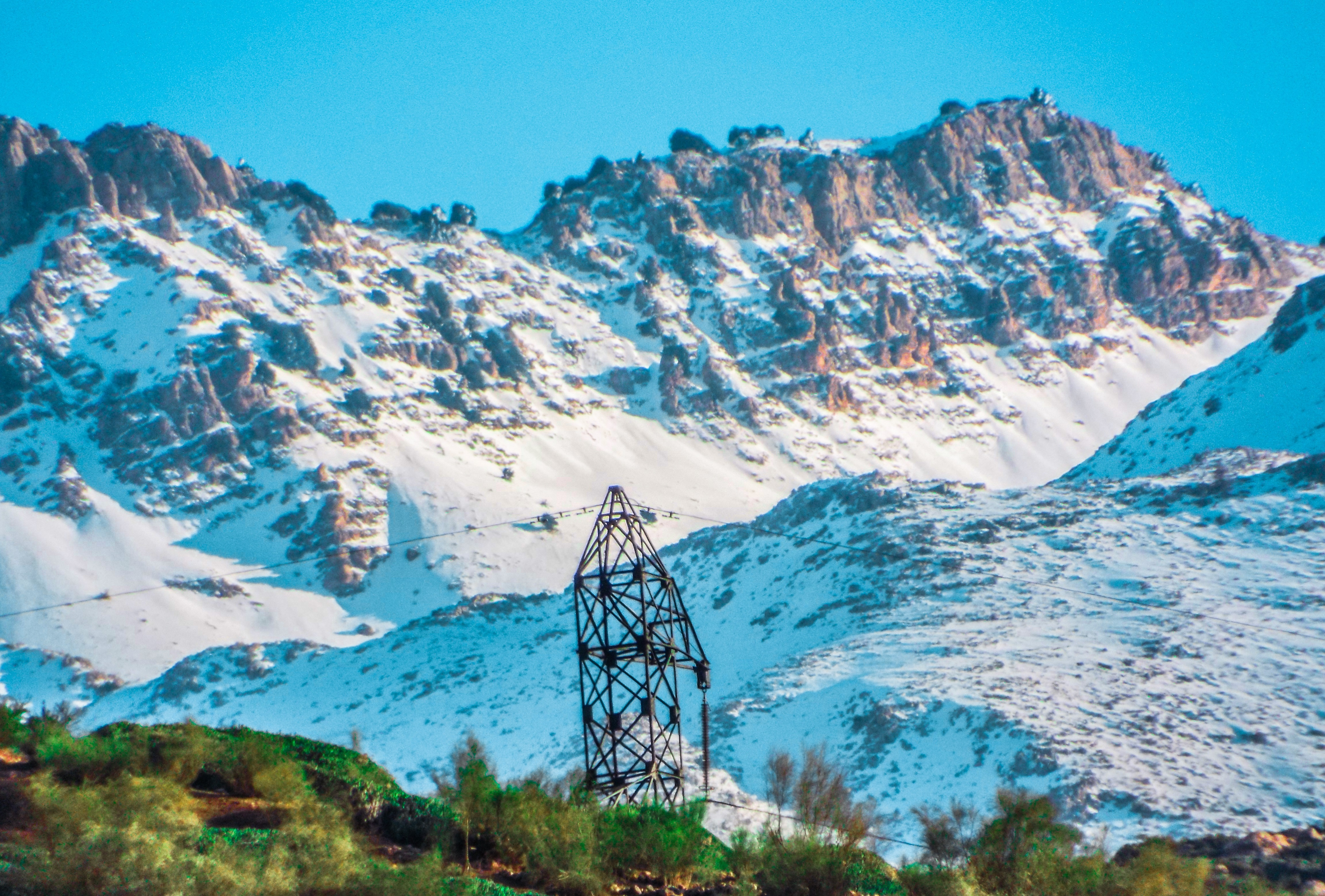
Le djebel Ghenim.

La province de Beni Mellal est une subdivision à dominante rurale de la région marocaine de Béni Mellal-Khénifra. Elle tire son nom de son chef-lieu, Beni Mellal.

## Géographie
Le Béni Mellal est situé entre 400 et 600 m d'altitude, au pied du mont Tassemit (« le mont du froid de Tamazight du Maroc central ») culminant à une altitude de 2 240 m couvert de neige de novembre à avril, et aussi de la montagne Ighnayen à 2 460 mètres.
Le Beni Mellal se caractérise par un climat continental avec des précipitations variant entre 350 et 650 mm selon les années. Les gelées ne sont pas rares en hiver ; on a enregistré −6 °C à Beni Mellal en janvier 2005. L'été est très chaud à cause des vents brûlants du sud-ouest-est (chergui) qui font augmenter la température au-dessus des 40 °C (47 °C en juillet 2007), les vagues de chaleur se terminant parfois par de violents orages qui rafraîchissent le sol surtout dans la zone montagneuses.

## Histoire
Les anciens habitants du Tadla étaient des Berbères :
- Zénètes, agriculteurs dans les plaines
- Haskura-Snaga, pasteurs dans les montagnes.

Le premier contact du Tadla avec les Arabes a eu lieu lors du passage du conquérant Oqba Ibn Nafaa (général arabe envoyé en 670) qui revenait du Sus pour islamiser les Haskura. Quand Idris Ier conquit le Tadla en 172/789, il n'y trouva qu'un petit nombre de musulmans ; la majorité de la population était encore composée de juifs ou de chrétiens.
En l'an 202/818, des Arabes andalous fuyant l'Espagne à la suite de la révolution du Rabad (Faubourg de Cordoue), s'établirent dans le Tadla ; quelques années plus tard, d'autres Arabes de Fès les suivirent lorsqu'un Émirat Idrissides fut créé dans cette région.
La grande émigration arabe n'eut lieu qu'à la fin du VIe/XIIe, lorsque les Almohades eurent décidé de déplacer vers le Maroc les bédouins arabes de Banu Hilal et de Banu Sulaym qui avaient pris pied en Tunisie. Les Arabes se répandirent alors dans le pays ; Ibn Khaldoun dit à ce sujet :
« Les immigrés arabes Djusham et Ryah ont habité les plaines, le Maroc fut submergé par des peuplades innombrables ».
Après l'assassinat de l'almohade Yahya b. Nasir en 1236, les Banu Jabir, autre fraction des Djusham, affluèrent au Tadla et s'installèrent dans le piémont, avoisinant les Snaga établis sur les sommets et les plateaux. Les Banu Djabir se hasardaient parfois vers les plaines, mais dès qu'ils craignaient un danger provenant du pouvoir central ou d'un chef impitoyable, ils se repliaient dans la montagne auprès de leurs alliés berbères.
Les Saadiens à leur tour, introduisirent au Tadla des Arabes Ma'kil, originaires du Yémen. Cette population hétérogène se ramifia avec le temps, ses branches se sont interpénétrées dans un métissage arabo-berbère, donnant naissance à une communauté composite vivant dans la concorde et la solidarité.
Par sa situation stratégique entre le Nord et le Sud et son contrôle de la route reliant les deux villes impériales Fès et Marrakech, en plus de ses ressources naturelles, le Tadla a constamment fait l'objet d'un intérêt particulier de la part de toutes les dynasties du Maroc. Chacune d'elles tenait à renforcer son pouvoir sur cette région en y nommant des représentants de haut niveau, avec une grande influence. Mais ces précautions n'empêchèrent nullement les troubles d'éclater de temps à autre, donnant lieu à de graves confrontations militaires, surtout à chaque changement de dynastie.
Ces conflits rejaillissaient fâcheusement sur le système urbain de la région : des villes sont détruites et rebâties, d'autres disparaissent et sur leurs décombres des cités nouvelles sont élevées. C'est ainsi qu'au Moyen Âge, la ville de Tadla était la métropole qui donna son nom à toute la province ; Al Himyari écrit dans son al-Rawd al mi'tar :
« C'est une ville antique où existent les vestiges des anciens ».
Dans sa Nuzhat al-Mushtah, al Idrisi ajoute :
« La ville de Tadla occupait la première place dans la production du coton et en exportait de grandes quantités dans toutes les directions ; il était au Maghreb al Aksa la principale matière dans la fabrication des cotonnades, si bien que les habitants de ce pays n'avaient nul besoin d'en importer ».Au Moyen Âge, la ville portait le nom de Hisn Day (Hisn Daī), de hisn, (hosn, Ḥuṣn), fortification en arabe.
Elle a gagné son importance sous les Idrissides, et les Almoravides.
Elle a longtemps été un important centre de fabrication de produits en cuivre.
La ville a été ainsi une importante cité caravanière, encore conservée dans la zone de Somaa.
La ville moderne de Béni Mellal est née à l'époque ismaélienne au XVIIe siècle, et s'est appelée Ismali dès 1688.
Cette ville fortifiée est dominée par un très célèbre château, haut perché, kasbah berbère de type tighremt, en pisé.
La ville ancienne a été restaurée au XIXe siècle.

## Administration et politique

### Découpage territorial
Selon la liste des cercles, des caïdats et des communes de 2009, telle que modifiée en 2010, la province de Béni-Mellal est composée de 22 communes, dont les quatre communes urbaines – ou municipalités – de Béni-Mellal, le chef-lieu, de Kasba Tadla, de Zaouïat Cheikh et d'El Ksiba.
Les 18 communes rurales restantes sont rattachées à 10 caïdats, eux-mêmes rattachés à 4 cercles :
- cercle de Béni-Mellal :
  - caïdat d'Ouled M'Barek : Ouled Gnaou, Ouled M'Barek, Foum Oudi,
  - caïdat d'Ouled Yaïch : Ouled Yaïch,
  - caïdat de Sidi Jaber : Sidi Jaber ;
- cercle d'El Ksiba :
  - caïdat d'Aït Ouirra : Naour, Dir El Ksiba,
  - caïdat de Taghzirt : Foum El Anceur, Tanougha, Taghzirt,
  - caïdat d'Aït Oum El Bekht : Aït Oum El Bekht ;
- cercle d'Aghbala :
  - caïdat d'Aghbala : Aghbala,
  - caïdat de Tizi N'Isly : Tizi N'Isly, Boutferda ;
- cercle de Kasba Tadla :
  - caïdat d'Aït Rbaa : Guettaya, Semguet,
  - caïdat d'Ouled Saïd Loued : Ouled Youssef, Ouled Saïd Loued ;

Huit de ces localités sont considérées comme des villes : les municipalités de Béni-Mellal, de Kasba Tadla, de Zaouïat Cheikh et d'El Ksiba, et les centres urbains des communes rurales d'Aghbala, d'Ouled Yaïch, d'Ouled M'Barek, et de Sidi Jaber.

## Démographie
La population de la province de Béni-Mellal est passée, de 1994 à 2004, de 869 748 à 946 018 habitants.
| Municipalités                  | 1994    | 2004    | 2014 | Taux d'accroissement |
| ------------------------------ | ------- | ------- | ---- | -------------------- |
| Béni-Mellal                    | 140 212 | 163 286 |      | 16,5 %               |
| Kasba Tadla                    | 36 570  | 40 898  |      | 11,8 %               |
| Zaouïat Cheikh                 | 19 906  | 22 728  |      | 14,2 %               |
| El Ksiba                       | 15 355  | 18 481  |      | 20,4 %               |
| Données issues de recensements |         |         |      |                      |